# Estéquedon

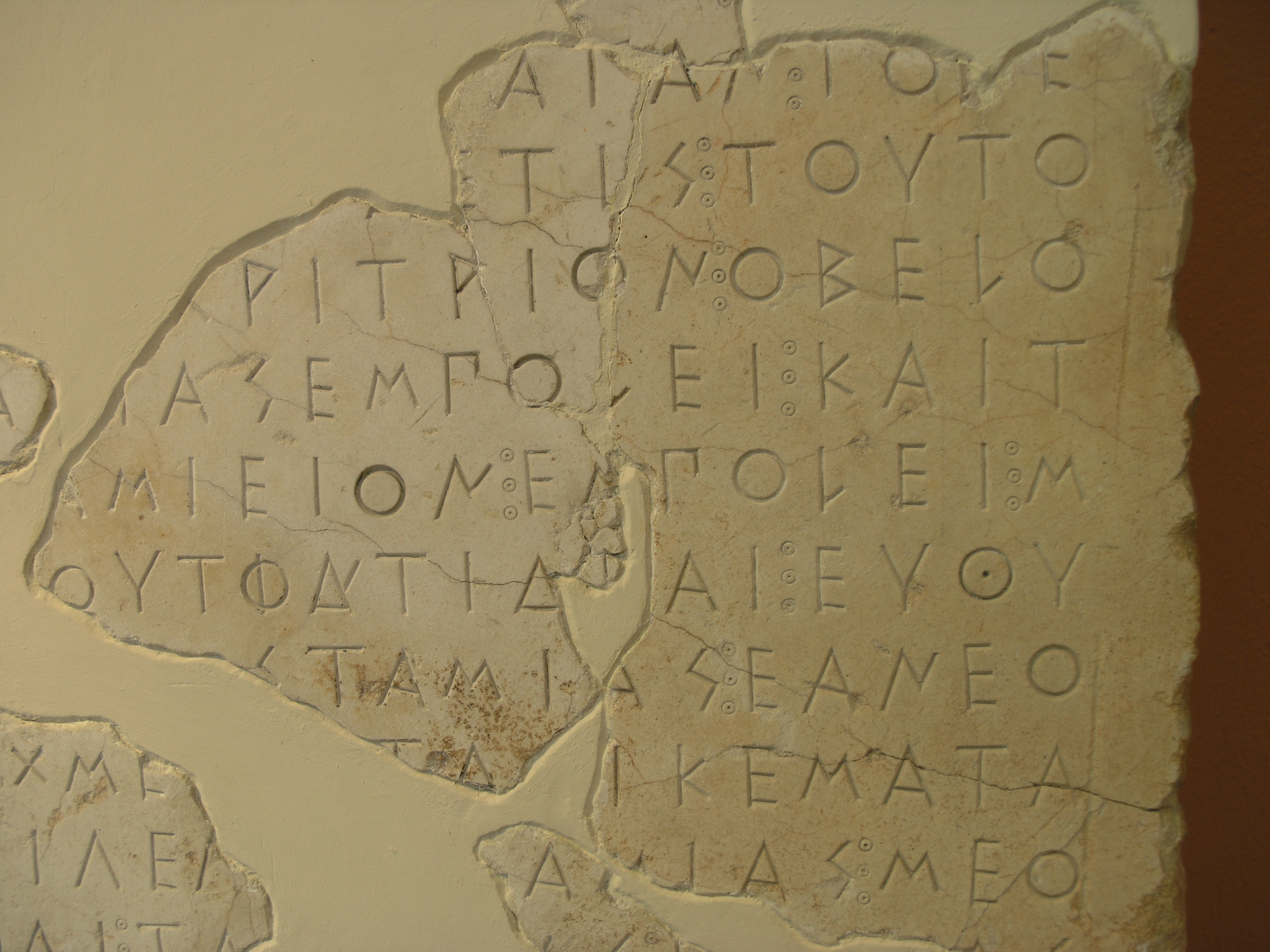
Detalle de un fragmento de la ley sagrada sobre la Acrópolis y el Hecatompedón (485/4 a. C.).

Se denomina estéquedon (del griego antiguo στοιχηδόν / stoikhêdón, «en hilera, en fila», derivado del verbo στοιχέω / stoikhéô, «marchar en hilera, estar en fila») al trazado de un sistema de escritura que alinea las letras a la vez horizontal y verticalmente. Los textos tienen la apariencia de estar compuestos en una rejilla rectangular con el mismo número de letras en cada línea y cada espacio ocupado por un solo grafema. Al comprender cada fila un número constante de signos, una palabra puede encontrarse a caballo entre dos líneas.
El estéquedon fue empleado con frecuencia por la epigrafía griega, especialmente la de la región de Ática. Las primeras inscripciones en este sistema datan de finales del siglo VI a. C.; el primer caso conocido es un decreto ateniense referente a Salamina. Fue el estilo dominante en Atenas durante los siglos V y IV a. C., y el sistema preferido en los textos oficiales. El último estéquedon del que se tiene constancia es una inscripción genealógica en el heroon de Enoanda, en Licia, del siglo III a. C..
Su empleo es extraño en inscripciones latinas; una rara excepción es el palíndromo Sator.

## Véase también

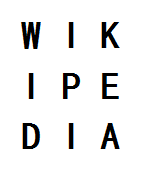
Wikipedia, escrita en estéquedon.